# Essaouira
Essaouira (arabisk: صويرة, eṣ-ṣauīrah; tidligere kendt som Mogador, dens portugisiske navn) er en kystby i den sydlige del af Marokko. Navnet Souira betyder "lille fort" og udviklede sig senere til Es-Saouira, "den velskabte". Essaouira har ca. 82.962 (2024) indbyggere. Byen tiltrækker en del turister, især surfere.

## Historie
Det er en gammel by, som blev etableret omkring en gunstig havn i læ af øen Mogador. Allerede år 100 f.Kr. eksporterede byen purpur til Rom. Byen blev erobret af portugiserne for 500 år siden, og de fik bygget fæstningen Castelo Real de Mogador.
Portugiserne forlod byen i 1541, efter flere års kamp mod lokale stammer. Marokkos sultan Mohammed ben Abdallah (1710–1790) flyttede sin hovedstad til Essaouira, blandt andet for at øge kontakten med Europa. Sultanen inviterede jødiske håndværkere og handelsmænd til at etablere sig i byen, og engagerede den franske ingeniør Theodore Cornut til at bygge en befæstning.
Danmark opførte omkr. 1765 en konsulatsbygning i byen tegnet af arkitekten Vilhelm Schrøder.
Essaouiras arkitektur og medina står på UNESCOs verdensarvsliste. Begrundelsen er at anlægget er et unikt og godt bevaret eksempel på det europæiske 1700-tallets militære fæstningsby-anlæg, indplaceret i en nordafrikansk kontekst.
Byen er samtidig i sig selv et vidnesbyrd om en historie om handel og kulturel kontakt mellem Europa og byen, landet og dets opland i Sahara, og om en hersker som initierede denne kontakt.

## Essaouira i vestlig kunst
En del af filmen Othello af Orson Welles blev indspillet i Essaouira i 1949.
Rockmusikeren Jimi Hendrix ville i 1960'erne købe en af strandene syd for byen.
Den norske tegner og forfatter Thorbjørn Egner besøgte byen i 1949, og skal have brugt den som model for Kardemomme by.